# Flaperon

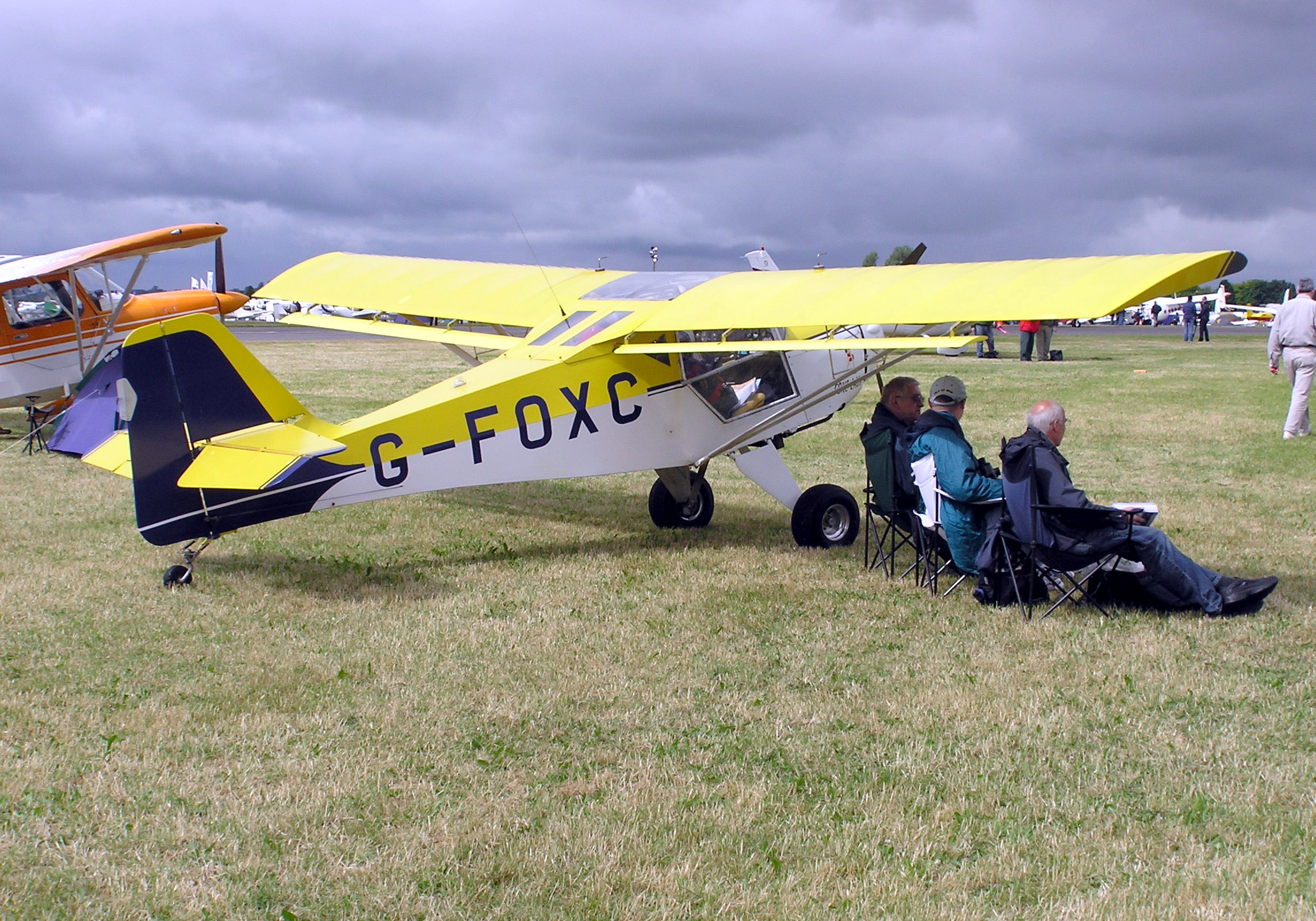
Un Kitfox Model 3 dotato di flaperon

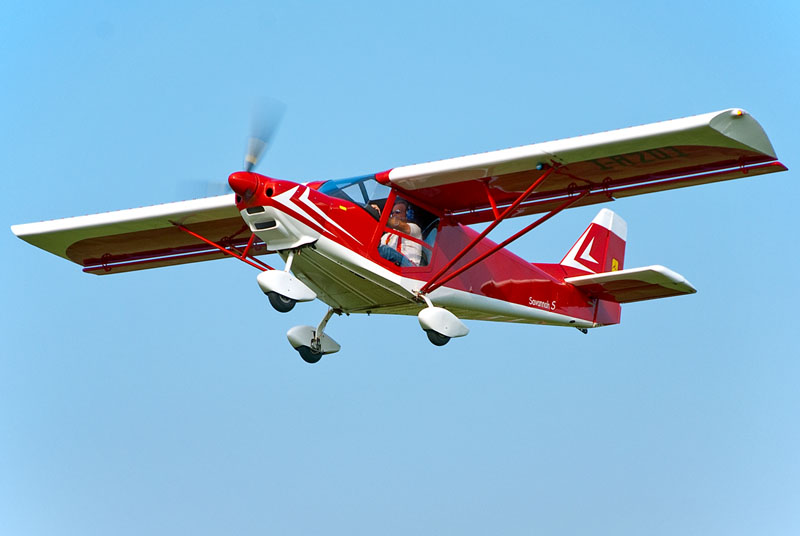
Flaperon su un ICP Savannah Model S

Il flaperon è una superficie di controllo di un velivolo posta sul bordo di uscita delle ali che può assumere contemporaneamente le funzioni di ipersostentatore di bordo d'uscita (in inglese Flap) e alettone (dal francese Aileron). 

## Tecnica
Gli ipersostentatori sono mossi simmetricamente su entrambe le ali, mentre gli alettoni sono attuati antisimmetricamente; ad esempio, per rollare il velivolo a destra, si abbasserà l'alettone sinistro aumentando la portanza della semiala sinistra e si alzerà l'alettone destro diminuendo la portanza della semiala destra. 
Il pilota ha comandi di volo indipendenti per gli alettoni ed i flap che, nel caso dei flaperon, vengono miscelati per muovere opportunamente le superfici di comando. I flaperon possono essere presenti lungo tutto il bordo di uscita delle semiali o solo nella sezione più vicina alla radice alare, lasciando le parti più esterne a disposizione di alettoni convenzionali. Un'altra configurazione (impiegata, ad esempio, su tutti gli aerei prodotti dall'Airbus) prevede che gli alettoni (anche chiamati con la locuzione inglese drooping ailerons), una volta estesi i flap, si abbassino (simmetricamente) di qualche grado in modo da contribuire all'aumento della portanza.
Quando la superficie di controllo è separata e incernierata al di sotto del bordo di uscita dell'ala, il flaperon viene chiamato di tipo "Junkers", dal bordo di uscita Doppelflügel introdotto negli anni trenta dalla Junkers su molti dei suoi aerei tra cui l'aereo da trasporto Junkers Ju 52 ed il bombardiere in picchiata Junkers Ju 87 (anche noto come Stuka).